# Turco (familia)

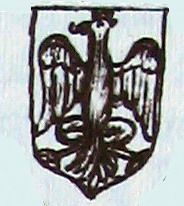
Escudo

Los Turco, Turchi, Turci  o Turco de Castello fueron una familia noble e influyente de Asti, Italia, en el Medioevo. 
De origen antica, el poderío inicial de la familia surgió de la banca y con el colegamento "De Castello" con otras familias ghibelinas. Con esta base, adquirieron poder económico inicialmente en Asti, y luego en el Ducado de Saboya, Henao y el sur de Italia.